# Zagaj czerwiogubny
Zagaj czerwiogubny, mech korsykański (łac. Alsidium helminthochorton) – gatunek rośliny z rodziny kraśnicowatych (Rhodomelaceae). Występuje w Morzu Śródziemnym, w jego zachodniej części. 
Krasnorost krzaczkowatego pokroju i o osiadłej formie plechy. Plecha chrząstkowata, czerwonawego koloru. Wysuszone części plechy mają zastosowanie w lecznictwie jako środek przeciwrobaczny.